# Viluppuram
Viluppuram (o Villapurum) è una suddivisione dell'India, classificata come municipality, di 95.439 abitanti, capoluogo del distretto di Viluppuram, nello stato federato del Tamil Nadu. In base al numero di abitanti la città rientra nella classe II (da 50.000 a 99.999 persone).

## Geografia fisica
La città è situata a 11° 55' 60 N e 79° 28' 60 E e ha un'altitudine di 47 m s.l.m..

## Società

### Evoluzione demografica
Al censimento del 2001 la popolazione di Viluppuram assommava a 95.439 persone, delle quali 48.150 maschi e 47.289 femmine. I bambini di età inferiore o uguale ai sei anni assommavano a 9.895, dei quali 5.090 maschi e 4.805 femmine. Infine, coloro che erano in grado di saper almeno leggere e scrivere erano 74.945, dei quali 40.254 maschi e 34.691 femmine.